# Glosbe
Glosbe — универсальная международная кроссплатформенная система для создания онлайн-словарей и переводчиков, работающая как на всех компьютерах, так и в виде мобильного приложения с автономным просмотром на всех смартфонах, независимо от управляющих операционных систем. Это многофункциональный многоязычный словарь и тезаурус (то есть словарь, в котором указаны семантические отношения между лексическими единицами). Проект запущен двумя друзьями-энтузиастами в 2011 г., штаб-квартира находится в г. Варшава.

## Многоязычность
Cервис необычайно дружественен к любым невлиятельным малоресурсным языкам. В справочной информации Glosbe указано, что поддерживаются все языки из списка ISO 693-3, это более 6000 языков.
Поддерживаются как трехбуквенные, так и двухбуквенные языковые коды. Если язык настолько мал и неизвестен, что для него не существует никакого кода обозначения, разработчики Glosbe уверяют, что создадут искусственный код для такого языка, чтобы можно было сразу начать работать.
Большинство словарей являются моно или двуязычными. Многоязычность же, скажем, позволяет увидеть, как представлено и переведено то или иное слово в других языках. В отличие от толкового словаря, тезаурус позволяет выявить смысл не только с помощью определения, но и посредством соотнесения слова с другими понятиями и их группами, благодаря чему может использоваться для наполнения баз знаний систем искусственного интеллекта.

## Принцип вики
Словарь Glosbe основывается на коллективном принципе вики, то есть его редактируют и наполняют волонтёры со всего мира, соединяясь в своего рода социальную сеть. Сообщество насчитывает около 600 тыс. пользователей. Словарь решает проблему и фиксации новой лексики, так как ресурс не только интерактивный, но и открытый, то есть не законченный, доступный всем желающим для обсуждения, исправлений и дополнений. Материалы являются свободными для использования. Для создания и редактирования данных словаря нужен лишь обычный веб-браузер без каких-либо дополнительных расширений. При этом ни один участник не располагает правом единолично контролировать какую бы то ни было словарную статью. Соответственно, все внесённые правки, в свою очередь, могут быть отредактированы и реструктурированы членами сообщества так, как они сочтут нужным. У каждой лексической единицы доступна история всех правок.

## Возможности
В Glosbe для каждого слова в языке предусмотрена подробная информация или атрибуты, как то: часть речи, определение или значение, таблицы склонений по грамматическим категориям числа, рода и падежа, таблицы спряжение глаголов, ударения, грамматический род, этимология, примеры использования и т. д. Некоторые слова сопровождаются графическими иллюстрациями, получается своего рода словарь в картинках.
Glosbe-словарь, как и любые бумажные версии словарей, по умолчанию показывает каждое слово в его начальной форме: глаголы в инфинитиве, существительные в единственном числе и т. д. В структуру словарной статьи входят сведения о морфологических, синтаксических и грамматических свойствах слов, о произношении, о семантических свойствах (значение, синонимы, антонимы, гиперонимы, гипонимы), приводятся родственные слова, дается этимология.
Словарь поддерживает Международный фонетический алфавит (англ. International Phonetic Alphabet, сокр. IPA) — система фонетической нотации, т.е. знаков для записи транскрипции на основе латинского алфавита. Транскрипционный алфавит редактируется и модифицируется Международной фонетической ассоциацией. Многие словари теперь используют для передачи произношения слов именно международный фонетический алфавит.
Для каждого слова есть не только перевод с полноценной словарной статьей, но и примеры из литературы, примеры и перевод словосочетаний. Это очень удобно, ведь по-настоящему смысловое богатство слова раскрывается только в контексте, к тому же с примерами слова лучше запоминаются.
Кроме этого, традиционного, способа представления информации, Glosbe умеет показывать также и более близкие слова и указывает гипертекстовые пути на их значения. Итак, если пользователь сделает ошибку, он сможет, тем не менее, прийти к искомому слову. Например, пользователь, ища «CD-ROM», обнаружит, что слово появляется также в связке со словами: «диск», «компактный», «записывающий».
В Glosbe реализована функция интеллектуального ввода, то есть мгновенная подстановка возможных вариантов в процессе наборе слова, что является весьма мощным и удобным инструментом, упрощающим работу пользователя со словарём и ускоряющим процесс перевода. Сопряжение данной функции с подбором возможных вариантов при орфографической ошибке в наборе слова также весьма важно, поскольку пользователь далеко не всегда бывает уверен в том, как пишется то или иное слово на чужом для него языке.
Волонтёры — носители языка постоянно пополняют базу образцами звучания и произношения слов и фраз. Делать это очень легко с помощью простого встроенного инструмента Pronunciation recorder со смартфона или компьютера при наличии микрофона. Кроме того, система поддерживает экспорт звуко-текстовых датасетов из Mozilla Common Voice.

## Память переводов
В словаре Glosbe имеется своя память или накопитель переводов или, иначе говоря, база параллельных текстов. По сути, это огромная коллекция переведённых предложений, позволяющая пользователям ознакомиться с всевозможными примерами словоупотреблений.
Этот модуль словаря поможет составить предложения с тем или иным словом. Контекст использования слов полезен и тем, что помогает понять слово, не зная его перевода, развить языковую интуицию.
При нахождении большого количества употреблений, становятся доступны переключатели глубины морфологических совпадений: «Основа» и «Совпадение: все/точно/любой». Например, при поиске по словосочетанию «пологий склон», переключатель «все» в памяти переводов покажет найденные предложения, где встречаются основы обоих слов искомого словосочетания (склонах пологих). Переключатель «точно» покажет предложения с ненарушенным порядком следования слов в искомом словосочетании. Переключатель «любой» покажет те предложения, где есть хотя бы одно слово из искомого словосочетания. Найденные слова и их переводы подсвечиваются цветом внутри текста. Возможности такого поиска могут быть использованы, например, для научных исследований. К слову, в переводчиках от Яндекса и Google нет возможности производить поиск слов по корпусам параллельных текстов. А вот популярный среди переводчиков сайт reverso.net специально создан с этой целью, то есть для ознакомления с переводами слов именно в контексте. Продукт в основном использует тексты из фильмов, книг и правительственных документов, позволяя пользователю получить перевод, учитывающий особенности языка, а также синонимы и голосовую озвучку.

## Машинный перевод
В Glosbe имеется свой машинный переводчик, основанный на нейросети MarianNMT от Майкрософт Translator и No Language Left Behind (NLLB) от Facebook c открытым исходным кодом. Если использовать смартфон, то можно попросту надиктовать то, что необходимо перевести. Если зайти с компьютера — можно загружать файлы документов для перевода. Переводчик может быть использован, например, в средствах интеграции программных интерфейсов приложений (API).

## Приложение
В середине декабря 2019 г. разработчики Glosbe внедрили новую технологию. PWA или прогрессивное веб-приложение (англ. Progressive Web Apps) — это веб-технология, которая трансформирует сайт в приложение, гибрид сайта и приложения для мобильных устройств, продукт совместной эволюции мобильного сайта и классического нативного приложения.

## Перспективы
В перспективе намечен запуск монокорпусного функционала c возможностью морфологического анализа.
Ожидается вывод примеров словоупотреблений, отсортированных по длине предложений.